# カール・アルフレート・フォン・ツィッテル
カール・アルフレート・フォン・ツィッテル（Karl Alfred von Zittel, 1839年9月25日 - 1904年1月5日）はドイツの古生物学者、地質学者である。

## 生涯
バーデン＝ヴュルテンベルク州のバーリンゲンで生まれ、ハイデルベルク、パリ、ウィーンで学んだ。オーストリアの地質調査に参加し、ウィーン鉱物学博物館で働いた後、1863年にカールスルーエ工科大学で地質学と鉱物学を教えた。3年後にミュンヘン大学の教授職と化石のコレクションを、アルベルト・オッペルから引き継いだ。1880年にミュンヘン自然史博物館の地質学教授職になり、後に館長となった。
1863年から Cretaceous bivalve mollusca of Gosau を著し、白亜紀の貝類の研究を発表し、その後ジュラ紀後期のチトニアン期についても発表した。1873年から1874年の間、フリードリッヒ・ゲルハルト・ロールフスのリビア砂漠の探検に参加し、1880年にその調査結果、Über den geologischen Bau der libyschen Wüste を発表した。1846年にヘルマン・フォン・マイヤーらによって創刊された学術誌 Palaeologica（『古生物学』）の主要な寄稿者となった。
1876年から大著 Handbuch der Palaeontologie の執筆を始め、1893年に第5巻まで完成した。他に著書として Aus der Urzeit (1873, ed. 2, 1875); Die Sahara (1883)；Geschichte der Geologie und Palaeontologie bis Ende des 19 Jahrhunderts (1899) がある。
1899年にバイエルン科学アカデミーの会長を務めた。1894年にロンドン地質学会からウォラストン・メダルを受賞した。